# Große Laubschnecke

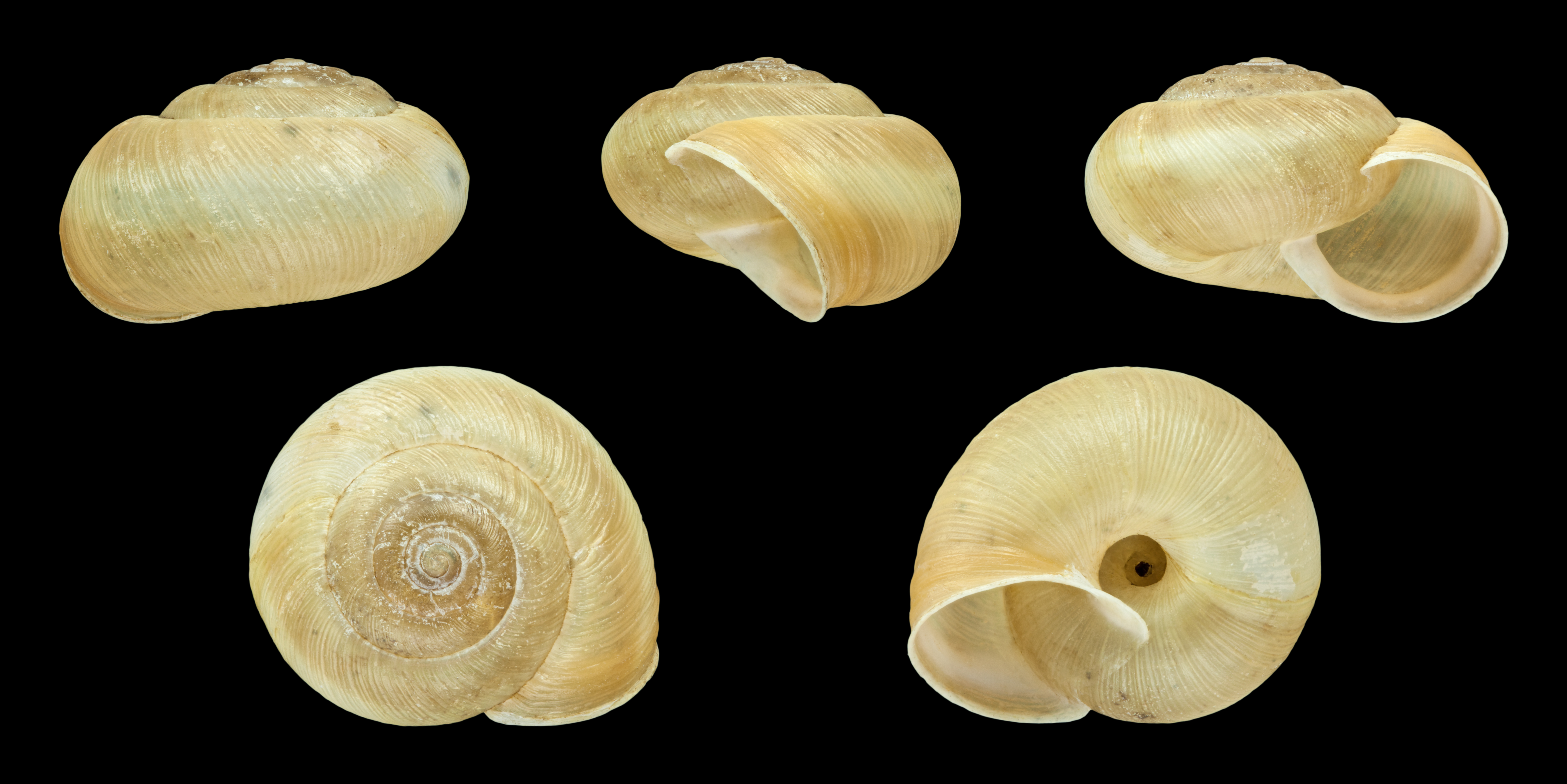
Gehäuse der Großen Laubschnecke

Die Große Laubschnecke (Euomphalia strigella) ist eine Schneckenart aus der Familie der Laubschnecken (Hygromiidae) aus der Ordnung der Landlungenschnecken (Stylommatophora).

## Merkmale
Das Gehäuse ist ausgewachsen 10 bis 12 mm hoch und 12 bis 18 mm breit (8 bis 12 und 13 bis 18 mm). Es ist kugelförmig mit niedrig-kegelförmiger, leicht konvex gewölbter Oberseite. Es sind 5 bis 6 gewölbte Umgänge vorhanden, die mit einer deutlichen Naht voneinander abgesetzt sind. Die Unterseite ist gerundet, der Nabel ist weit offen. Er liegt etwas exzentrisch und nimmt etwa 1/5 des Gehäusedurchmessers ein. Die letzte Windung fällt zur Mündung hin stark ab, Die Mündung ist schwach elliptisch bis eiförmig. Der Mündungsrand ist scharf zulaufend, etwas nach außen umgeschlagen und innen durch eine kräftige weiße Lippe verstärkt. Auf der Parietalseite kommen sich die Mündungsränder recht nahe.
Die Schale ist recht kräftig. Das Gehäuse ist gelblich bis hellbraun. Die Peripherie weist häufig eine schwächer gefärbte, opake Zone auf. Die Oberfläche ist kräftig und unregelmäßig gestreift. Fast direkt an der Mündung verlaufen ein helleres oder dunkleres Band parallel zum Mündungsrand. Die Gehäuse junger Exemplare sind immer behaart, die Haare verlieren sich im Erwachsenenstadium.
Der Weichkörper ist gelblich grau bis rötlich braun mit schwarzen Flecken unterhalb des Gehäuses. Die Tentakeln sind etwas dunkler. Die unteren Tentakel sind außergewöhnlich lang im Verhältnis zu den oberen Tentakeln.
Im zwittrigen Geschlechtsapparat ist der freie Eileiter (Ovidukt) etwa so lang wie die Vagina. Die Spermathek ist länglich-eiförmig mit einem langen Stiel. An der Vagina über dem Atrium entspringen zwei lange schlanke Anhänge mit etwas verdickten Enden. Im weiteren Verlauf der Vagina bis zum Ansatz der Spermathek sitzen drei zylindrischen Äste der Glandulae mucosae, die sich weiter in zwei oder drei Ästchen verzweigen.
Im männlichen Genitaltrakt ist der Samenleiter (Vas deferens) wenig gewunden. Er mündet in den dicken Epiphallus, der ohne deutliche Einschnürung in den Penis übergeht. An der Stelle des Eintritts des Samenleiters in den Epiphallus setzt ein kurzes Flagellum an. Der Epiphallus ist sehr lang, der Penis dagegen sehr kurz. Der Penisretraktormuskel inseriert am letzten Drittel des Epiphallus kurz vor dem Übergang zum Penis.

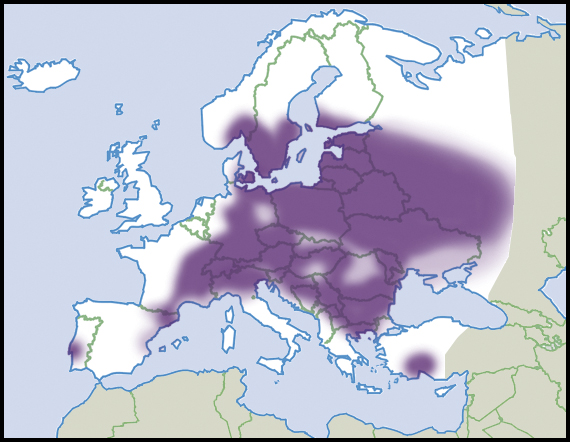
Verbreitung der Art in Europa (nach Welter-Schultes, 2012)

## Geographische Verbreitung und Lebensraum
Das Verbreitungsgebiet erstreckt sich von Nordostspanien, Mittel- und Zentraleuropa, bis an das Schwarze Meer (Kazan Region). Kaspisches Meer bis an den Ural. In Skandinavien ist sie bis 63° n. Br., in Russland bis 61° n. Br. nachgewiesen. Isolierte Vorkommen kennt man aus Portugal und der Südtürkei. Sie fehlt aber auf den Britischen Inseln. In der Schweiz soll sie bis auf 2.600 Meter ansteigen, in Bulgarien bis 1.600 m.
Der Lebensraum der Art sind warme, eher trockene, sonnenexponierte Standorte in lichten Kiefern- und Eichenwäldern, Gebüsch, mit Gebüsch bestandene Wiesen und Trockenrasen, und in den Gebirgen auch Felshalden. Sie bevorzugt kalkige Standorte, jedoch nicht ausschließlich. In Bulgarien lebt sie in eher feuchten, mehr schattigen Standorten in Gebirgstälern.

## Fortpflanzung und Lebensweise
Die Große Laubschnecke lebt überwiegend am Boden, wo sie sich in trockenen Perioden unter dichtem Gestrüpp, unter Blättern, im Wurzelfilz der Vegetation oder auch unter moosbewachsenem Steinen und Geröll versteckt. Eher selten findet man sie auch in der Strauchschicht angeheftet an Pflanzen. Erst bei Regenfällen kriecht sie in ihrem Lebensraum herum. Die Tiere bewegen sich sehr langsam und reagieren auf die geringste Störung mit der Absonderung von viel Schleim.
Die Kopulation und die Eiablage findet zwischen April bis Mitte Mai statt. Die Tiere ernähren sich vorwiegend von abgestorbenen und vermodernden Pflanzenmaterial, untergeordnet auch von frischen Kräutern.

## Taxonomie
Das Taxon wurde 1801 Jacques Philippe Raymond Draparnaud erstmals als Helix strigella beschrieben. Es ist die Typusart der Gattung Euomphalia Westerlund, 1889. Gattung und Art sind allgemein anerkannt.
Nach MolluscaBase wird die Art in drei Unterarten unterteilt:
- Euomphalia strigella strigella (Draparnaud, 1801), die Nominatunterart
- Euomphalia strigella ruscinica (Bourguignat, 1881), Pyrenäen
- Euomphalia strigella mehadiae (Bourguignat, 1881), Bulgarien

## Gefährdung
Nach Welter-Schultes ist die Art lokal gefährdet oder im Bestand rückläufig, vor allem durch Lebensraumzerstörung. Insgesamt gesehen ist die Art aber nicht gefährdet. Vollrath Wiese nennt eine Gefährdung unbekannten Ausmaßes.